# Aeropuerto de Agatti
El aeropuerto de Agatti (IATA: AGX, ICAO: VOAT) es un pequeño aeropuerto situado en el extremo sur de Isla Agatti, perteneciente a las Islas Lakshadweep en India. Este aeropuerto tiene la única pista de aterrizaje del archipiélago, el cual se sitúa frente a la costa oeste de India.

## Historia
La pista de aterrizaje comenzó a construirse en el año 1987 para operaciones de la aeronave Dornier 228, y se inauguró el 16 de abril de 1988. Inicialmente, la terminal se alojó en una pequeña estructura temporal. No fue hasta 2006 cuando se comenzó a construir el edificio de la terminal, la torre de control del tráfico aéreo y todas las estructuras relacionadas con estos. Sin embargo, la construcción de la terminal se detuvo a la mitad del proceso. 
Los servicios de vuelos regionales con India comenzaron a darse con aviones ATR 42 el 24 de septiembre de 2010 conectando Agatti con Kochi. La repavimentación de la pista se completó en noviembre de 2010. 

## Estructura
El aeropuerto de Agatti tiene una extensión de 18,56 hectáreas. Tiene una pista de asfalto cuya orientación es 04/22, con 1204 metros de largo y 30 metros de ancho. Además, su edificio terminal puede atender a 50 pasajeros a la vez durante las horas punta. Las ayudas de navegación incluyen un DME y un NDB. Es operado por la Dirección de Aeropuertos de la India (AAI).

## Expansión
La Dirección de los Aeropuertos de la India (AAI) recibió la autorización ambiental para ampliar la pista mediante la construcción de un puente de 1.500 pies (457 metros) de largo sobre el mar. La extensión se construiría con un coste de 37.560.000 euros y permitiría operar con aviones como el ATR 72 sin restricciones de carga útil. La AAI originalmente planeó construir el puente entre Agatti y la isla vecina deshabitada de Kalpati para hacer que la pista sea lo suficientemente larga como para incluso operar con un Airbus A320 o un Boeing 737. Sin embargo, este plan fue rechazado por razones ambientales ya que el puente habría atravesado una colonia de tortugas y la isla de Kalpati tendría que haber sido nivelada para acomodar la pista extendida.
Según la revisión del plan director del aeropuerto, se llevarán a cabo los siguientes proyectos:
- La pista existente será extendida 336 metros en dirección suroeste sobre la laguna hacia la isla de Kalpati, pero sin interconectarlas.
- Construcción del nuevo edificio de la terminal, el cual incluye la torre de control y el bloque técnico con estación de bomberos, en la dirección noroeste mediante la construcción de una plataforma sobre la laguna.
- Un edificio terminal con aire acondicionado que cubre 2250 metros cuadrados para atender 150 pasajeros de forma simultánea (75 de llegadas y 75 de salidas).
- La existente torre de control con estación de bomberos y el edificio existente de la terminal situados en la pista de aterrizaje propuesta serán demolidos.
- Se construirá una nueva plataforma de 118x62 metros apto para el estacionamiento de dos aeronaves ATR-72, también situado sobre la laguna.
- Área de seguridad en extremo de pista (RESA) que mide 60x90 metros y un área de parada de 60x30 metros.
- Calle de rodadura de 73 metros de largo desde la pista hasta la plataforma.
- Área de estacionamiento de aproximadamente 2.000 metros cuadrados para un aforo de unos 75 coches.
- Las ayudas de navegación DVOR y NDB propuestas se colocarán en la isla de Kalpati.

## Aerolíneas y destinos
| Aerolíneas        | Destinos          |
| ----------------- | ----------------- |
| Alliance Airlines | Bangalore, Cochín |

## Estadísticas
Ver fuente y consulta Wikidata.